# Pádraic Ó Máille
Pádraic Ó Máille (23 février 1878-19 janvier 1946) est un homme politique irlandais. Il est membre fondateur du Sinn Féin et du Conradh na Gaeilge à Galway. Il est membre des Volontaires irlandais de 1917 à 1921.

## Biographie
Il est né à Kilmilkin, dans la vallée de Maam, dans le comté de Galway, et est agriculteur. Il est élu député du Sinn Féin pour Galway Connemara aux élections générales de 1918.
En janvier 1919, les députés du Sinn Féin élus aux élections de Westminster de 1918 refusent de reconnaître le Parlement du Royaume-Uni et se réunissent à la Mansion House de Dublin pour former un parlement révolutionnaire appelé Dáil Éireann. Il est réélu Teachta Dála (TD) Sinn Féin pour la circonscription de Galway aux élections de 1921.
Il soutient le traité anglo-irlandais et vote en sa faveur. Il est réélu député Sinn Féin pro-Traité pour Galway aux élections générales de 1922, et député Cumann na nGaedheal pour Galway aux élections générales de 1923. Au cours de la guerre civile irlandaise qui suit, il est la cible de tentatives d'assassinat par les forces anti-traités et est grièvement blessé par balle à Dublin en décembre 1922.
Il critique le projet de Commission irlandaise de délimitation des frontières et démissionne du Cumann na nGaedheal et fonde un nouveau parti politique appelé Clann Éireann en 1926.
Il perd son siège aux élections générales de juin 1927 et échoue aux élections générales de septembre 1927. Il rejoint plus tard le Fianna Fáil (le parti qui a émergé du camp anti-traité pendant la guerre civile) et se présente aux élections générales de 1932 pour ce parti dans la circonscription du comté de Dublin, mais n'est pas élu.
À chacune de ces occasions, il est soumis à une campagne de diffamation de la part de ses anciens collègues du parti qui utilisent contre lui sa position favorable au Traité pendant la guerre civile, et qu'il aurait fait exécuter Liam Mellows. Ces diffamations persistent malgré les démentis de la famille Mellows et d'Ó Máille lui-même. En fait, Mellows a été exécuté en représailles à l'attaque contre Ó Máille et Sean Hales en 1922. Mellows a été abattu le lendemain tandis qu'Ó Máille lui-même était grièvement blessé et hospitalisé.
Il est sénateur du Fianna Fáil au Seanad Éireann de 1934 à 1936. Il est réélu au nouveau Seanad en 1938 au sein du Panel agricole. De 1939 jusqu'à sa mort en 1946, il est reconduit au Seanad en tant que candidat du Taoiseach Éamon de Valera. Il est Leas-Chathaoirleach (vice-président) du Seanad de mai à novembre 1938.

## Sources
- Richard Dunphy (1995), La création du pouvoir du Fianna Fáil en Irlande : 1923-1948
- Michael Ó Cuinneagáin (1996), Sur le bras du temps